# 羅科爾

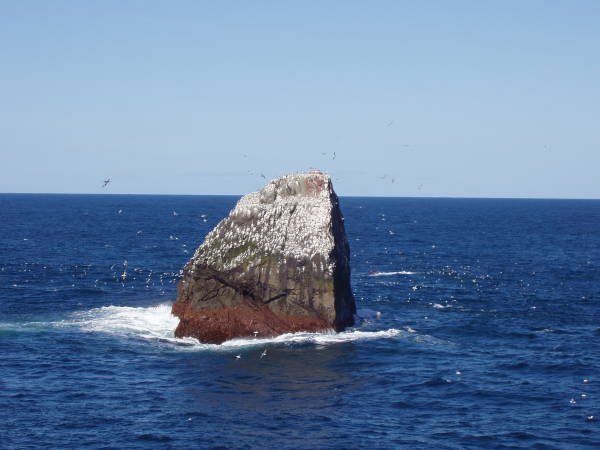
侧拍图

羅科爾島（英語：Rockall）是一個位在聖基爾達島西方304.1公里、愛爾蘭西北方424公里的孤立小海岩，為火山的殘跡，最大寬度27公尺，高度23公尺，不適人居亦無人居住。儘管如此，由於覬覦羅科爾所能帶來的排他性經濟水域面積擴張，所以英國、愛爾蘭、冰島和丹麥（透過法羅群島）都曾宣稱擁有該島的主權。1994年生效的聯合國海洋法公約中規定：「若岩石無法滿足人類居住或經濟生命自我發展，則不應獨佔經濟海域或大陸棚。」因此前述各國便相繼放棄了羅科爾主權的的主張，現在羅科爾被視為公海上的一塊海岩。不過1997年時，環保團體綠色和平為抗議英國的油田開發行為而在羅科爾上建了一幢小屋，還將羅科爾改名為“韦夫兰”（Waveland）並宣布獨立建國，但這個行動僅具有象徵意義，1999年便告落幕。

韦夫兰国旗

## 名稱語源
「羅科爾島」一名的來源尚未有定論，有人認為是來自於蘇格蘭蓋爾語的「Sgeir Rocail」，意思是「咆哮的海岩」；也有人認為可能與古諾爾斯語中的一詞有關。